# Мальва (кіностудія)
Шкільна кіностудія «Мальва»  — українська народна шкільна кіностудія аматорського кіно, розташована в селі Легедзине Тальнівського району Черкаської області. Єдина в Україні сільська шкільна кіностудія, яка знімає художні фільми.

## Історія
Кіностудія заснована 1993 року за ініціативи вчителів місцевої школи Владислава Чабанюка та Миколи Кулика. У 2000 році отримала звання «народної». З часу заснування на студії створено 28 фільмів, 8 з яких — художні. Протягом 1995—2010 років студія стала переможцем 14 Всеукраїнських та учасником 5 міжнародних кінофестивалів, володарем 17 дипломів першого ступеня та одного Гран-прі. Фільми, зняті студією, демонструвалися на центральних українських та російських телеканалах і знані у 8 країнах світу.
Більшість фільмів студії історичної тематики.
У 2017 році керівництво кіностудії заявило, що вона може припинити існування через проблеми з фінансуванням.

## Відомі роботи
- Ойра
- Чорний козак

## Відомі особи
- Сашко Лірник
- Наомі Умань